# Tephritocampylocera nana
Tephritocampylocera nana är en tvåvingeart som först beskrevs av Günther Enderlein 1942.  Tephritocampylocera nana ingår i släktet Tephritocampylocera och familjen Pyrgotidae.
Artens utbredningsområde är Tanzania. Inga underarter finns listade i Catalogue of Life.